# Гюльсін Онай
Гюльсін Онай (народ. 12 вересня 1954, Стамбул) — турецька піаністка.

## Життєпис
Гюльсін Онай грала на піаніно з трьох років. Перші уроки гри вона отримала від матері.
Коли Гюльсін було 6 років, вона дала свій перший концерт на «TRT Radio Istanbul». У віці 10 років Онай отримала урядову стипендію «Üstün Yetenekli Çocuklar Kanunu», яка дозволила їй здобути спеціальну освіту в Анкарі. Там Онай викладали музику Мітхат Фенмен і Ахмед Аднан Сайгун. Потім Гюльсін Онай навчалася в Паризькій Консерваторії, серед її викладачів були Надія Буланже і П'єр Санкан. Вона закінчила консерваторію у 16 років, отримавши «Premier Prix de Piano». Потім навчалася у Ганноверській Вищій школі музики і театру.
Давала концерти у 68 країнах. Нагороджена Польською державною медаллю.